# 삼성스포츠
삼성스포츠(Samsung Sports)는 삼성그룹에서 운영중인 스포츠단과 경기 단체 지원, 스포츠 마케팅, 재활 및 트레이닝, 사회공헌 등 스포츠 문화 발전에 기여하고 스포츠 인재를 발굴 및 육성을 총괄하는 제일기획의 스포츠사업 부서이다.

## 스포츠단

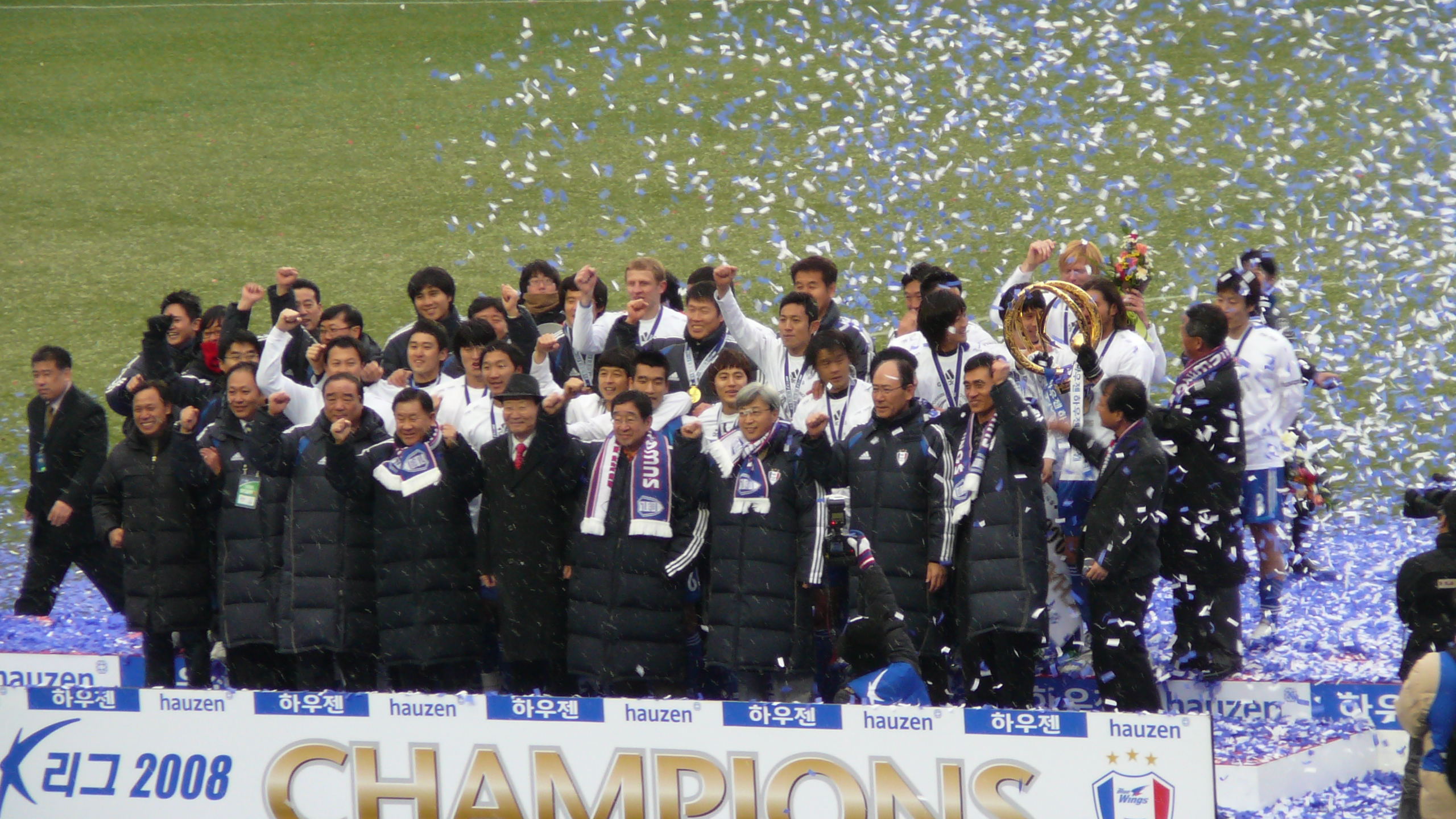
2008년 K리그에서 우승한 수원 삼성 블루윙즈.

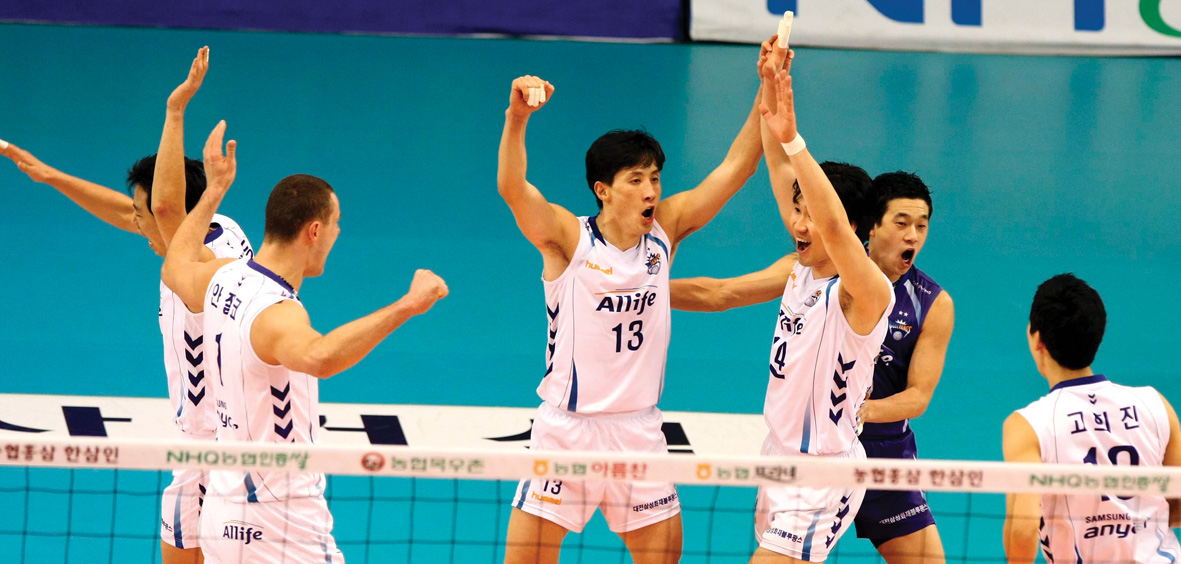
대전 삼성 블루팡스의 선수들.

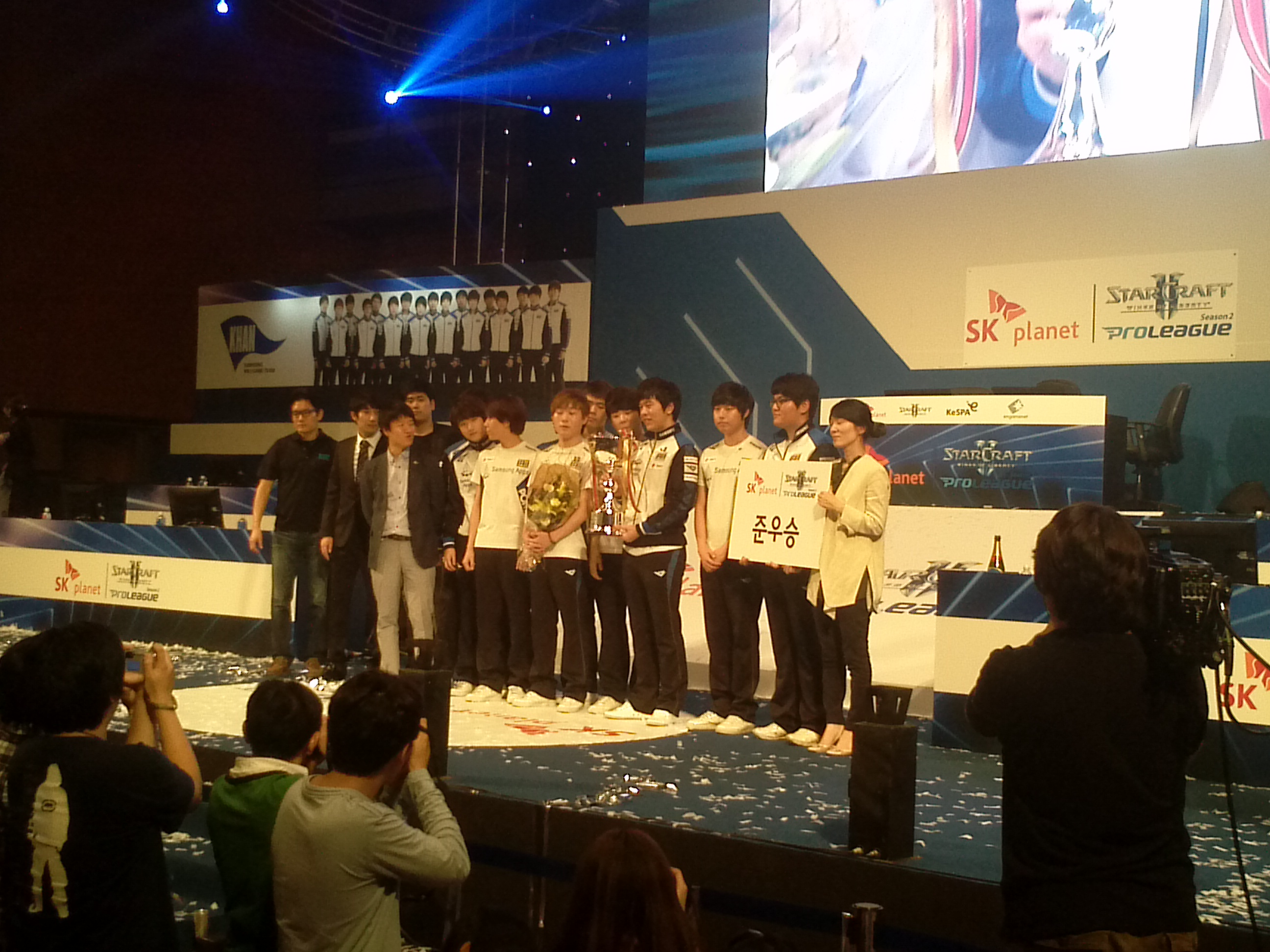
삼성 갤럭시의 선수들.

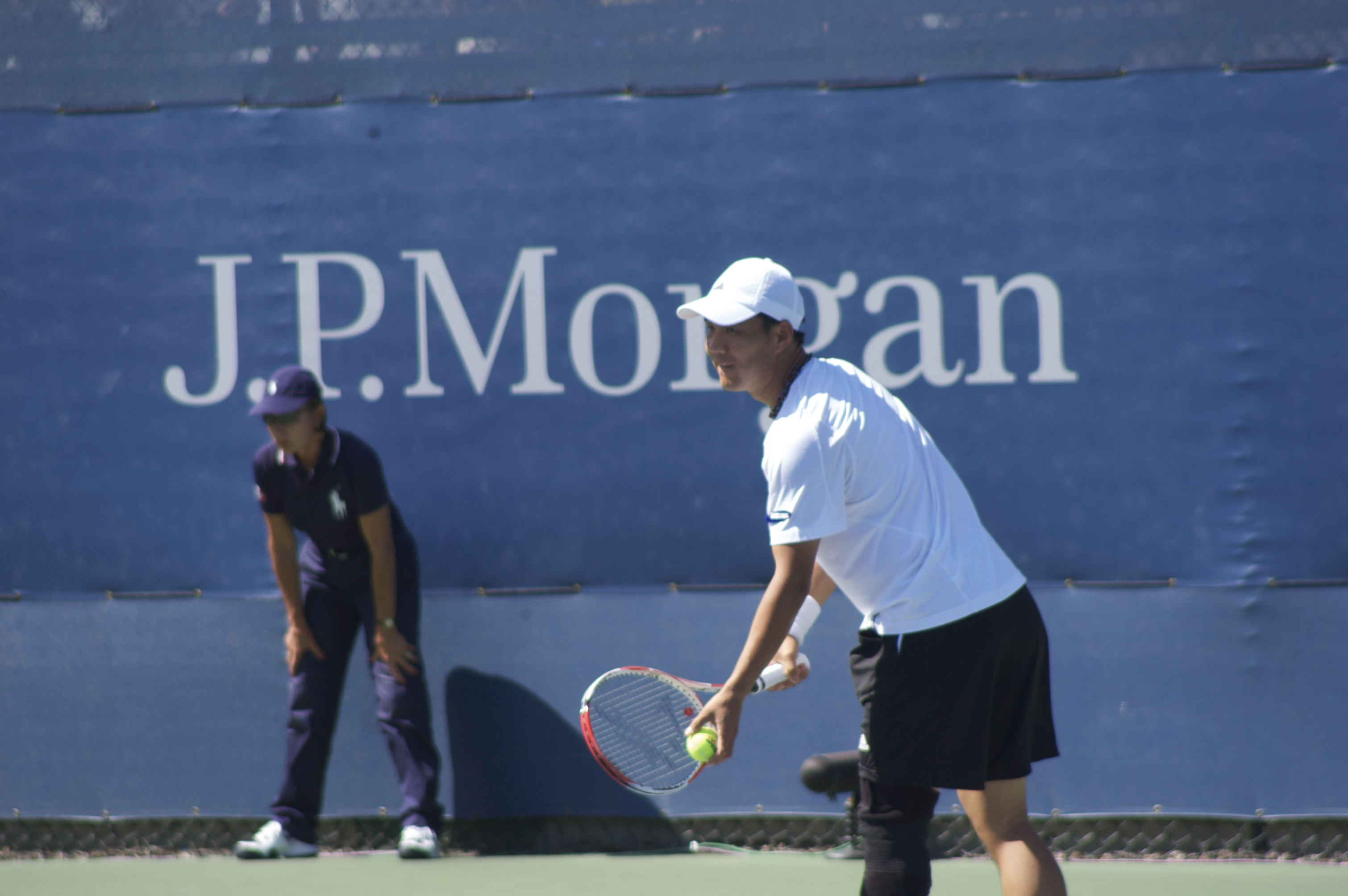
2008년 US 오픈 남자 단식에 출전한 이형택.

삼성스포츠는 대한민국 최다 프로·아마추어팀을 보유하고 있다. 각 팀은 국내 최고 수준의 팀으로 수많은 선수들을 배출해내고 있으며, 국내외 대회에서 우수한 성적을 거두고 있다.
2014년부터 수원 삼성 블루윙즈와 서울 삼성 썬더스, 용인 삼성 블루밍스가 제일기획 산하로 편입되었고, 2015년에는 대전 삼성화재 블루팡스가, 2016년부터는 삼성 라이온즈가 제일기획 산하로 들어가게 됨에 따라 삼성그룹 내에서 운영중인 프로구단 전부가 제일기획 산하에서 운영하게 되었다.

### 프로
| 종목 | 리그     | 팀명                   | 창단년도 | 연고지        | 경기장               | 우승         |
| ---- | -------- | ---------------------- | -------- | ------------- | -------------------- | ------------ |
| 야구 | KBO 리그 | 삼성 라이온즈          | 1982년   | 대구광역시    | 대구삼성라이온즈파크 | KBO 리그 8회 |
| 축구 | K리그1   | 수원 삼성 블루윙즈     | 1995년   | 경기도 수원시 | 수원월드컵경기장     | K리그1 4회   |
| 농구 | KBL      | 서울 삼성 썬더스       | 1978년   | 서울특별시    | 잠실실내체육관       | KBL 2회      |
| 농구 | WKBL     | 용인 삼성생명 블루밍스 | 1977년   | 경기도 용인시 | 용인실내체육관       | WKBL 5회     |
| 배구 | V-리그   | 대전 삼성화재 블루팡스 | 1995년   | 대전광역시    | 충무체육관           | V-리그 8회   |

### 아마추어
| 종목     | 모기업     | 팀명                | 창단년도 | 훈련장                | 출신 선수         | 비고                                                |
| -------- | ---------- | ------------------- | -------- | --------------------- | ----------------- | --------------------------------------------------- |
| 승마     | 삼성전자   | 삼성전자 승마단     | 1988년   | 삼성전자 승마장       | 최준상 등         | 총 15개의 아시안 게임 메달 획득, 2010년 선수단 해체 |
| 육상     | 삼성전자   | 삼성전자 육상단     | 2000년   | 챌린지 캠프           | 이봉주 등         | 이봉주 보스턴 마라톤 대회 우승                      |
| 럭비     | 삼성중공업 | 삼성중공업 럭비단   | 1995년   | 삼성중공업 럭비훈련장 | 윤태일 등         | 전국체육대회 10연패 (1996~2005), 2015년 해체        |
| 배드민턴 | 삼성전기   | 삼성전기 배드민턴단 | 1996년   | 한울림체육관          | 이용대, 이효정 등 | 총 11개의 올림픽 메달 획득                          |
| 테니스   | 삼성증권   | 삼성증권 테니스단   | 1992년   |                       | 이형택, 조윤정 등 | 이형택 US 오픈 16강 진출, 2015년 해체               |
| 탁구     | 삼성생명   | 삼성생명 탁구단     | 1978년   | 삼성 트레이닝 센터    | 유승민, 주세혁 등 | 총 10개의 올림픽 메달 획득                          |
| 레슬링   | 삼성생명   | 삼성생명 레슬링단   | 1983년   | 삼성 트레이닝 센터    | 정지현, 김현우 등 | 총 12개의 올림픽 메달 획득                          |
| 태권도   | 에스원     | 삼성에스원 태권도단 | 1997년   | 삼성 트레이닝 센터    | 문대성 등         | 총 5개의 올림픽 메달 획득                           |

## 스폰서십

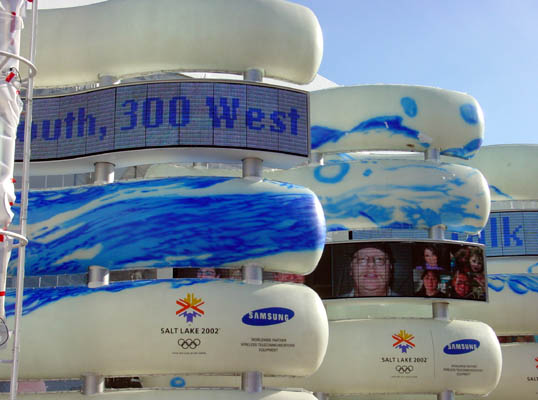
2002년 동계 올림픽.

삼성스포츠는 전세계에서 다양한 스폰서 활동을 벌이고 있다. 대한민국 내에서는 대한체육회 산하 기초 종목 경기 단체를 지원함으로써 기초 종목 선수들이 운동할 수 있는 환경과 기초 종목 발전에 이바지하고 있다.
대한민국을 제외한 외국에서는 올림픽, 아시안 게임 등 세계적인 대회의 공식 스폰서로 참여하고, 첼시 FC 등 전 세계에 있는 유명 프로팀들의 스폰서로 활동하면서 활발한 스포츠 마케팅을 펼치고 있다.

### 국내

#### 조직
- 대한체육회
- 대한육상경기연맹
- 대한빙상경기연맹
- 한국여자축구연맹
- 한국여자농구연맹

#### 개인
- 김연아
- 김자인
- 정현

### 해외

#### 조직
- 국제 올림픽 위원회
- 아시아 축구 연맹
- 아프리카 축구 연맹
- 국제 육상 경기 연맹
- 국제 하키 연맹
- 국제 사이클 연맹
- 미국 올림픽 패럴림픽 위원회
- 영국 올림픽 협회
- 스웨덴 올림픽 위원회
- 벨기에 올림픽 위원회
- 우크라이나 올림픽 위원회
- 오스트레일리아 올림픽 위원회
- 하키 캐나다

#### 대회
- 올림픽
- 패럴림픽
- 청소년 올림픽
- 세계 육상 선수권 대회
- IAAF 다이아몬드 리그
- UCI 트랙 사이클링 월드컵
- ISU 쇼트트랙 월드컵
- 세계 조정 선수권 대회
- 아시안 게임
- AFC 아시안컵
- 아프리카 네이션스컵
- 코파 리베르타도레스
- FIBA 유로바스켓
- FIBA 3x3 세계 선수권 대회
- NBA
- 나스카
- 월드리그 배구대회
- 삼성 월드 챔피언십
- 아시안 아마추어 챔피언십
- 삼성증권배 국제 남자 챌린저 테니스 대회
- 중국 슈퍼리그
- 삼성화재배 월드 바둑마스터스
- 월드 사이버 게임즈

#### 개인
- 데이비드 베컴
- 리오넬 메시
- 파울루 엔히키 간수
- 주니오르 두스 산투스
- 르브론 제임스
- 우사인 볼트[3]
- 다비드 오르티스[4]
- 마리아 샤라포바[5]
- 아나 이바노비치[6]
- 리나[7]
- 제임스 매그너슨[8]
- 히라오카 다쿠[9]
- 팀 삼성 (2010년 동계 올림픽, 2012년 하계 올림픽, 2014년 아시안 게임)
  -  2010 벤쿠버: 웨인 그레츠키, 제롬 이긴라, 헤일리 위켄하이저[10][11]
  -  2012 런던: 자라 필립스, 필립스 이도우, 빅토리아 펜들턴, 로라 트롯, 알렉스 파트리지, 제나 랜달, 다니엘 퍼비스, 에밀리 피전, 키이스 쿡, 존 폴락, 샐리 브라운 / 홍보대사 데이비드 베컴[12]
  -  2012 런던: 발렌티나 베찰리, 로사노 갈타로사, 사라 모르간티, 실비아 살리스, 클레멘테 루소, 루카 도토, 스테파노 템페스티, 알도 몬타노, 타니아 카뇨토, 엘리사 산토니[12]
  -  2014 인천: 박태환, 김남훈, 김영웅, 공태현, 염은호[13]
  -  2014 인천: 마룽, 장페이멍, 쉬안치[14]
  -  2014 인천: 카오깨우 폰차이, 와사나 위나토, 눗사라 톰콤, 찻차이 붓디[15]
  -  2014 인천: 리총웨이, 판델레라 리농[16]
  -  2014 인천: 카쉬얍 파루팔리, 신두 P.V., 디피카 쿠마리, 가간 나랑, Manavjit Singh Sandhu, 말라이카 고엘, 아브히나브 빈드라, 바비타 쿠마리, Yogeshwar Dutt, Vinesh Phogat, 마리 콤, 데벤드로 싱흐[17]
  -  2014 인천: Laith Al-Bashtawi, 이합 알 마트불리, Reham Abu Ghazaleh, Yahya Abu Tabaikh, Dana Haidar[18]
- 삼성 갤럭시 팀 (2014년 동계 올림픽)[19]
  -  러시아: 에브게니 말킨, 타티야나 보로둘리나, 엘리자베타 투크타미셰바, 류드밀라 프리피프코바, 세라핌 피칼로브, 에브게니 유스트유고프, 세르게이 실로브, 니키타 크류코, 막심 트란코프와 타티야나 볼로소자르[20] / 홍보대사 마리아 샤라포바
  -  독일: 막달레나 노이너, 이자벨라 라뵈크, 세버린 프로인트, 안나 샤펠후버
  -  영국: 이브 무어헤드, 제임스 우드, 빌리 모건, 엘리스 크리스티, 셸리 러드맨, 켈리 갤러거, 샬롯 에번스
  -  이탈리아: 아르민 죄겔러, 크리스토프 인너호퍼, 아리안나 폰타나, 오마르 비신틴, 멜라니아 코라디니
  -  프랑스: 알렉시스 핀투랄트, 테사 월리, 빈센트 고띠에 마누엘
  -  네덜란드: 이레인 뷔스트, 벨 베하이스, 비비안 멘탈
  -  오스트리아: 헤르만 마이어, 베ㅐ냐민 마이어, 미리암 카슬룽거, 볼프강 링거, 안드레아스 링거, 크리스티나 아거, 토마스 푀크, 그레고어 슐리렌차워, 클라우디아 로슈, 아나 페닝거
  -  스위스: 카이 매흘러, 파비안 보쉬, 줄리아 타노, 패트릭 버그너, 다비드 하블루첼, 페니 스미스
  -  우크라이나: 요지프 페냑, 안드리 데리제믈랴, 안나마리 춘다크
  -  폴란드: 피오트르 질라, 카타르지나 바칠레다 쿠르스, 안드레이 슈쳉스니
  -  스웨덴: 헨릭 룽크비스트, 안나 홀름룬드, 빅토르 외흘링그 노르버그, 프리다 한스도터, 헬레네 리파
  -  노르웨이: 악셀 룬 스빈달, 바스티안 유울, 헤다 베른트센, 마리안 마틴센, 스테일 샌드베크
  -  핀란드: 페테리 누멜린, 죠니 펠리넨, 안드레아스 로마르, 카챠 사리넨
  -  미국: 에반 스트롱
  -  캐나다: 스티븐 스탬코스, 헤일리 위켄하이저, 그렉 웨스트레이크, 마리 이브 드롤레, 마이클 길데이
  -  오스트레일리아: 알렉스 풀린, 스코티 제임스, 제시카 갤러거
  -  대한민국: 이상화, 이승훈, 모태범
  -  중국: 지아쫑양, 쉬멍타오, 리니나, 치광푸
- 갤럭시 11 (2014년 FIFA 월드컵)[21][22]
  - 감독:  프란츠 베켄바워
  - 선수:  리오넬 메시 (주장),  마리오 괴체,  오스카르,  우레이,  스테판 엘 샤라위,  빅터 모지스,  라다멜 팔카오,  이청용,  이케르 카시야스,  웨인 루니,  랜던 도너번,  알렉산드르 케르자코프,  크리스티아누 호날두
- 어벤져스: 에이지 오브 울트론:  리오넬 메시 (아이언맨),  에디 레이시 (헐크),  존 존 플로렌스 (토르),  파비앙 캉셀라라 (호크아이),  추성훈

#### 스포츠팀
- 국가대표
  -  올림픽 대한민국 선수단
  -  올림픽 미국 선수단
  -  올림픽 영국 선수단
  -  올림픽 스웨덴 선수단
  -  올림픽 벨기에 선수단
  -  올림픽 오스트레일리아 선수단
  -  브라질 축구 국가대표팀[23]
  -  오스트레일리아 럭비 유니온 국가대표팀
  -  남아프리카 공화국 럭비 유니온 국가대표팀
  -  캐나다 아이스하키 국가대표팀
  -  캐나다 쇼트트랙 국가대표팀
  -  중화인민공화국 스키 국가대표팀
  -  자메이카 봅슬레이 국가대표팀
- 클럽
  -  첼시 FC
  -  레알 마드리드 CF
  -  유벤투스 FC
  -  올림피아코스 FC
  -  CD 과달라하라
  -  벨레스 사르스필드
  -  프랑크푸르트 유니버스[24]
  -  렌스터 럭비
  -  트렉 팩토리 레이싱
  -  람프레 메리다
  -  MTN 쿠베카

## 운영 시설

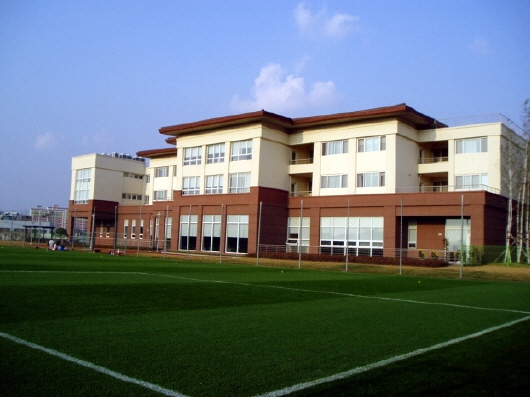
경기도 화성시에 위치한 수원 삼성 블루윙즈 클럽하우스.

2007년 6월 15일 설립된 삼성 트레이닝 센터는 민간 최초이자 최대 규모의 스포츠 복합 합숙 기관이자 재활 훈련 기관으로, 각 지역에 흩어져 있는 삼성스포츠 산하의 인도어 스포츠단의 합숙소를 합쳐 운영 효율화와 관리 비용을 절감하고 전문적이고 체계적인 선수 지원을 하기 위한 목적으로 설립됐다. 부상 선수들의 재활 훈련을 돕기 위해 고급 의료 시설과 시스템을 갖추고 있다.
현재 STC에는 서울 삼성 썬더스, 용인 삼성 블루밍스, 대전 삼성 블루팡스, 삼성생명 탁구단, 삼성생명 레슬링단, 에스원 태권도단이 입주해 있고, 선수뿐만 아니라 코칭 스태프, 프런트 등 약 150명도 이 곳에 상주하고 있다. 스포츠 과학 지원실은 입주 선수는 물론, 수원 삼성 블루윙즈와 삼성 라이온즈 등 삼성 산하 전체 21개 구단 280여 명의 선수들을 대상으로 운영되고 있다.
또한 경기도 화성시 삼성전자 화성사업장 내에 위치한 수원 삼성 블루윙즈 클럽하우스와 삼성전자 육상단 훈련장인 챌린지 캠프가 있으며 경기도 수원시 삼성전기 수원사업장 내에 위치한 삼성전기 배드민턴단 훈련장인 한울림체육관과 경상북도 경산시에 위치한 삼성 라이온즈의 훈련장인 삼성 라이온즈 볼파크, 경기도 안양시 안양 베네스트 골프장 내에 위치한 삼성전자 승마장과 삼성전자 재활승마센터, 경상남도 거제시에 위치한 삼성중공업 럭비훈련장을 운영하고 있다.
이 중 수원 삼성 블루윙즈 클럽하우스는 삼성전자 화성사업장 내 부지 1.136평에 지하 2층 L 천연잔디장 3면으로 구성되어 있으며 선수들이 최적의 컨디션으로 훈련할 수 있도록 하는데 초점을 두어 라커룸과 훈련장, 샤워장으로 이어지는 동선을 최소화했다. 또한 안락한 공간 확보, 대회의실, 휴게실, 식당, 사우나실, 체력단련실, 물리치료실 등의 첨단 시설을 갖춤으로써 선수들이 훈련에 필요한 모든 사항을 클럽하우스 내에서 충족시킬 수 있도록 시공되었다.
그밖에 서울특별시 서초구 서초동에 위치한 일반인을 대상으로 하는 삼성 레포츠 센터를 운영하고 있고, 안양 베네스트 가평 베네스트, 안성 베네스트, 동래 베네스트, 글렌로스, 레이크사이드 총 6개의 골프장을 운영중이며, 삼성전자 화성·기흥사업장 내에 위치한 사내 체육시설인 나노스타디움, 스포렉스, 나노파크를 2013년 8월부터 지역주민들에게 개방하여 지역사회와의 소통 강화와 화합을 도모하고 있다.

## 사회공헌

### 큰나래 프로그램
2011년부터 배드민턴, 탁구, 육상 등의 아마추어 스포츠 유망주들이 좋은 환경에서 운동에만 전념할 수 있게 후원해주고 있다.

### 재능기부 드림캠프
삼성스포츠 소속 선수들이 멘토가 되어 각 종목별로 유망주들을 초청하여 직접 레슨을 받을 수 있는 기회를 제공함과 동시에 지역사회에 공헌하고 있다.

### 재활승마
삼성전자 승마단에서는 2001년 9월부터 재활승마 프로그램을 도입하여 실시하고 있으며, 2009년 3월에는 대한민국 최초로 재활승마 전용마장인 삼성전자 재활승마센터를 건립하여 더욱 체계적인 지원이 가능하게 되었고 2010년 국제재활승마전문협회로부터 우수인증센터로 승인을 받은 전문 기관이 되었고, 세계장애인승마연맹와 국제재활승마전문협회의 회원으로 가입되어 있다.
재활승마 프로그램은 전액 무상으로 진행하고 있으며, 2001년부터 2012년까지 약 3,800여명의 자원봉사자들의 자발적인 참여와 함께 860여명의 뇌성마비 아동들이 수혜를 받았다.

### i see your dreams
2008년부터 아프리카 축구 꿈나무들을 후원하고 있다.

## 그 외
이건희 삼성전자 회장은 국제 올림픽 위원회(IOC) 위원, 대한레슬링협회 회장, 대한올림픽위원회 부위원장 등을 역임하면서 대한민국 스포츠 발전에 기여했으며 특히 IOC 위원으로 활동하면서 2018년 동계 올림픽을 강원도 평창군에서 개최하는데에 많은 기여를 하였다.
삼성전자 사장을 지낸 오동진은 대한육상경기연맹을 이끌고 있으며, 삼성엔지니어링 사장 김재열은 대한빙상경기연맹의 회장을 맡고 있다.